# Wagamama High Spec
Wagamama High Spec (ワガママハイスペック Wagamama Haisupekku, lit. Alta Especificación Egoísta) oficialmente abreviado como Wagahigh (ワガハイ, Wagahai), es una novela visual para adultos desarrollada por Madsoft y será publicada por Windows el 28 de abril de 2016. Una adaptación a anime hecha por AXsiZ se emitió entre abril y junio de 2016. su secuela titulada "Wagamama High Spec OC" saldrá el 25 de agosto de 2017.

## Modo de juego
Wagamama High Spec es una novela visual romántica en la cual el jugador asume el rol de Kōki Narumi. Su modo de juego se centra en leer el texto que aparece en pantalla, el cual representa la narrativa de la historia y diálogo. El texto del juego es acompañado de sprites de los personajes, los cuales representan la persona con la que Kōki está hablando, sobre un fondo. Wagamama High Spec sigue una trama ramificada con múltiples finales, y dependiendo de las decisiones que el jugador haga durante el juego, la trama progresara en una dirección específica.
Hay cuatro tramas principales con las cuales el jugador tiene la oportunidad de experimentar, cada una con una de las heroínas de la historia. Cada cierto tiempo, el jugador llegara a un punto donde él o ella tiene la oportunidad de elegir entre múltiples opciones. La progresión del texto se pausa en estos puntos hasta que la elección este hecha. Algunas decisiones pueden hacer que el juego termine prematuramente, lo cual ofrece un final alternativo a la trama. Para ver todas las tramas en su totalidad, el jugador tendrá que repetir el juego múltiples veces y elegir diferentes opciones para dirigir la trama en una dirección alternativa. A lo largo del juego, hay escenas sexuales mostrando a Kōki teniendo sexo con una heroína.

## Personajes

### Principales
Kōki Narumi (鳴海 幸樹 Narumi Kōki)
Un estudiante de segundo año de la Academia Ōsui. Él secretamente actúa como un autor de manga bajo el sobrenombre de "Imosarada" (いもさらだ, lit. "ensalada de papas") y serializa un manga de comedia romántica titulado Deredere Scramble (デレデレスクランブル) en una revista llamada Weekly Shōnen Champ (週刊少年チャンプ).
Kaoruko Rokuonji (鹿苑寺 かおるこ Rokuonji Kaoruko)
Seiyū: Mariko Honda
Una estudiante de tercer año y la presidenta del consejo estudiantil de la Academia Ōsui. Ella tiene una personalidad amable y es respetada por otros estudiantes. Ella secretamente actúa como una ilustradora bajo el sobrenombre de "Shika-kun" (しかくん, lit. Venado) y hace las ilustraciones para el manga de Kōki desde hace un año. Kōki y Kaoruko inicialmente no conocían su verdadero nombre e identidades, porque ellos siempre se contactaban a través de su editor y nunca se vieron directamente.
Ashe R. Sakuragi (桜木・R・アーシェ Sakuragi Rūforetto Āshe)
Seiyū: Megu Sakuragawa
Una estudiante de segundo año y la vicepresidenta del consejo estudiantil. Ella es buena tocando el piano porque sus padres eran músicos, y actualmente aspira a ser una compositora. Ella tiene una fuerte personalidad y piensa en Kōki como su rival. Ella tiene un gran apetito.
Toa Narumi (鳴海 兎亜 Narumi Toa)
Seiyū: Mai Gotō
La hermana menor de Kōki y estudiante de primer año. Ella es buena programando computadoras y puede desarrollar software de aplicación por sí misma. Ella tiene una personalidad tranquila y perezosa. Ella sabe que Kōki es un autor de manga. Ella es una fanática de Shika-kun.
Mihiro Miyase (宮瀬 未尋 Miyase Mihiro)
Seiyū: Chiyo Ōsaki
Una estudiante de primer año y la mejor amiga de Toa. Ella es buena en la cocina ya que su familia dirige un restaurante yōshoku. Ella es un poco traviesa y disfruta burlarse de Kōki. Ella también sabe que Kōki es un autor de manga. Ella obtuvo la calificación más alta en el examen de entrada de este año.

### Otros
Karen Watanuki (四月一日 奏恋 Watanuki Karen)
Una estudiante de segundo año y compañera de clases de Kōki. Ella es la representante de la clase de Kōki y se sienta cerca de él en el salón de clases. Ella es la vicepresidenta del club de drama de la escuela y espera que Kaoruko y Ashe se unan al club.
Chitose Takatsuka (鷹司 千歳 Takatsuka Chitose)
Una editora de la revista de manga Weelky Shōnen Champ. Ella es la responsable de Deredere Scramble, el manga escrito por Imosarada (Kōki) e ilustrado por Shika-kun (Kaoruko).
Yukari Iwakuma (岩隈 縁 Iwakuma Yukari)
Una maestra de estudios sociales de la Academia Ōsui. Ella es la maestra del salón de clases de Kōki y una asesora de la presidenta estudiantil.
Kotarō Satō (佐藤 虎太郎 Satō Kotarō)
Un estudiante de primer año quien es compañero de clases de Toa y Mihiro. Él a menudo es confundido con una chica debido a su cara amorosa y baja estatura.
Masato Ikari (猪狩 雅人 Ikari Masato)
Un estudiante de segundo año y compañero de clases de Kōki. Él es popular con las chicas de la escuela pero no tiene ninguna novia porque a él le gustan las mujeres gordas y no está interesado en las chicas delgadas.
Kinjirō Sarukawa (沙流川 金次郎 Sarukawa Kinjirō)
Un estudiante de segundo año y compañero de clases de Kōki. Él no es popular con las chicas de la escuela porque a él le gustan los eroge/galge y es un poco pervertido. Kōki y Masato lo apodan "Saru" (サル, lit. "Mono") por su apellido. Él es el presidente del Club de Chicos (男子部 Danshi-bu), un club de entretenimiento para los estudiantes hombres de la escuela.

## Desarrollo y publicación
Wagamama High Spec es el tercer juego de Madsoft después de Namaiki Delation en julio de 2013 y Yakimochi Stream en septiembre de 2014. Las primeras noticias del juego fueron publicadas en junio de 2015. El diseño de los personajes es proporcionado por Tsumire Utsunomiya; las ilustraciones SD son proporcionadas por Nanateru. El escenario fue escrito por cinco autores; Mojasubii, Ryūsuke Mutsu, Nissy, Coyote Hayama, y Hato. El opening del juego es "Miracle Heart!!", cantado por Haruna Ōshima y compuesto por Yūya Saitō. La dirección de diseño es proporcionada por Cao. En el demo gratis del juego, se puede jugar la parte del comienzo de la historia, siendo disponible desde el 24 de diciembre de 2015. La versión completa del juego será publicada el 28 de abril de 2016.

## Adaptaciones

### Anime
Una adaptación a anime fue anunciada en el Comiket 88 celebrado en agosto de 2015. La serie es producida por AXsiZ, dirigida por Satoshi Shimizu, escrita por Kōjirō Nakamura, y el diseño de los personajes es proporcionado por Masashi Nomura. Se comenzó a emitir el 11 de abril de 2016 y finalizó el 28 de junio de 2016 en Tokyo MX y Sun TV como una serie con duración de cinco minutos. La serie será publicada en Blu-ray el 26 de agosto de 2016. El opening del anime es "High Spec Days" (ハイスペックDays) cantado por Haruna Ōshima. El sencillo mostrando la canción será publicado el 22 de junio de 2016.

#### Lista de episodios
| Núm. | Título                                                                           | Fecha de emisión    |
| ---- | -------------------------------------------------------------------------------- | ------------------- |
| 1    | "Deslumbrantes días de verano" "Giragira Samā Deizu" (ギラギラサマーデイズ)      | 12 de abril de 2016 |
| 2    | "Cocina emocionante" "Ukiuki Kukkingu" (ウキウキクッキング)                      | 19 de abril de 2016 |
| 3    | "Apenas dibujando" "Girigiri Dorōingu" (ギリギリドローイング)                    | 26 de abril de 2016 |
| 4    | "Cacería de payasadas" "Dotabata Hantingu" (ドタバタハンティング)                | 3 de mayo de 2016   |
| 5    | "Salto después de la escuela" "Bikubiku Afutā Sukūru" (ビクビクアフタースクール) | 10 de mayo de 2016  |
| 6    | "Enigma misterioso" "Nazonazo Misuteriasu" (ナゾナゾミステリアス)                | 17 de mayo de 2016  |
| 7    | "Hablando en el sueño" "Munyamunya Surīpingu" (ムニャムニャスリーピング)         | 24 de mayo de 2016  |
| 8    | "Mecánica suspensoria" "Harahara Mekanikku" (ハラハラメカニック)                 | 31 de mayo de 2016  |
| 9    | "Melancolía Gatito Gatito" "Nekoneko Merankorikku" (ネコネコメランコリック)      | 7 de junio de 2016  |
| 10   | "Esta y aquella payasada" "Arekore Surappusutikku" (アレコレスラップスティック)  | 14 de junio de 2016 |
| 11   | "Nado espiral" "Guruguru Suimingu" (グルグルスイミング)                          | 21 de junio de 2016 |
| 12   | "Sorpresa emocionante" "Dokidoki Sapuraizu" (ドキドキサプライズ)                 | 28 de junio de 2016 |